# Borborema (kommun i Brasilien, Paraíba)
Borborema är en kommun i Brasilien.   Den ligger i delstaten Paraíba, i den östra delen av landet, 1 700 km nordost om huvudstaden Brasília. Antalet invånare är 5 111.
Omgivningarna runt Borborema är en mosaik av jordbruksmark och naturlig växtlighet. Runt Borborema är det ganska tätbefolkat, med 120 invånare per kvadratkilometer.